# Muchomory
Muchomory – utwór muzyczny Marii Peszek z 2008 roku. Autorką tekstu utworu jest sama Peszek, natomiast muzykę napisała wspólnie z Michałem „Foxem” Królem. Piosenka została nagrana na nowo i wydana jako ostatni singel z płyty Maria Awaria na początku 2009 roku. Artystka wykonała „Muchomory” podczas koncertu TOP na festiwalu TOPtrendy 2009, zajmując wówczas drugie miejsce.

## Pozycje na listach przebojów
| Lista przebojów                      | Pozycja |
| ------------------------------------ | ------- |
| Lista Przebojów Marka Niedźwieckiego | 31      |
| Lista przebojów Programu Trzeciego   | 15      |
| Szczecińska Lista Przebojów          | 15      |